# Боровская (Коми)
Боровская (коми Боровскӧй) — деревня в Усть-Цилемском районе Республики Коми России. Входит в состав сельского поселения Замежная.

## История
В «Списке населенных мест Российской империи», изданном в 1861 году, населённый пункт упомянут как деревня Боровская (Боровых) Мезенского уезда (2-го стана), при реке Пижме, расположенный в 716 верстах от уездного города Мезень. В деревне насчитывалось 3 двора и проживало 16 человек (5 мужчин и 11 женщин).
По состоянию на 1920 год, в деревне имелось 6 дворов и проживало 45 человек (23 мужчины и 22 женщины). В административном отношении деревня входила в состав Замежного общества Пижемой волости Печорского уезда.

## География
Деревня находится в северо-западной части Республики Коми, на левом берегу реки Пижмы, на расстоянии примерно 25 километров (по прямой) к юго-западу от села Усть-Цильма, административного центра района. Абсолютная высота — 35 метров над уровнем моря.
Часовой пояс
Боровская, как и вся Республика Коми, находится в часовой зоне МСК (московское время). Смещение применяемого времени относительно UTC составляет +3:00.

## Население
| 2010 |
| ---- |
| 77   |

Гендерный состав
По данным Всероссийской переписи населения 2010 года в гендерной структуре населения мужчины составляли 53,2 %, женщины — соответственно 46,8 %.
Национальный состав
Согласно результатам переписи 2002 года, в национальной структуре населения русские составляли 97 % из 135 чел.

## Улицы
Уличная сеть деревни состоит из трёх улиц.